# Estación de Berlanga de Duero
Berlanga de Duero fue una estación de ferrocarril situada en el municipio español de Berlanga de Duero, en la provincia de Soria. Las instalaciones formaban parte de la línea Valladolid-Ariza y estuvieron en servicio entre 1895 y 1994.

## Historia
Tras varios años de obras, la línea Valladolid-Ariza fue abierta al tráfico en 1895. Los trabajos de construcción corrieron a cargo de la compañía MZA, que en el municipio de Berlanga de Duero levantó una estación de 3.ª clase. Las instalaciones disponían de un edificio de viajeros, un muelle-almacén de mercancías, dos grúas hidráulicas, un depósito de agua y varias vías de servicio —incluyendo una de carga—. La estación se encontraba situada a 2 kilómetros de la población. En 1941, con la nacionalización del ferrocarril de ancho ibérico, las instalaciones pasaron a manos de RENFE.
En enero de 1985 las instalaciones, al igual que ocurrió con el resto de la línea, fueron cerradas al tráfico de pasajeros. La antigua estación fue reclasificada como cargadero y se mantuvo operativa durante algún tiempo para los trenes de mercancías, habida cuenta de la actividad vinícola de la zona. Dejó de prestar servicio con la clausura definitiva de la línea en 1994.